# العلاقات الأرمينية الليتوانية
العلاقات الأرمينية الليتوانية هي العلاقات الثنائية التي تجمع بين أرمينيا وليتوانيا.

## مقارنة بين البلدين
هذه مقارنة عامة ومرجعية للدولتين:
| وجه المقارنة                                              | أرمينيا                    | ليتوانيا                                                    |
| --------------------------------------------------------- | -------------------------- | ----------------------------------------------------------- |
| المساحة (كم2)                                             | 29.74 ألف                  | 65.30 ألف                                                   |
| عدد السكان (نسمة)                                         | 2.93 مليون                 | 2.79 مليون                                                  |
| الكثافة السكانية (ن./كم²)                                 | 98.52                      | 42.73                                                       |
| العاصمة                                                   | يريفان                     | فيلنيوس، كاوناس                                             |
| اللغة الرسمية                                             | لغة أرمنية                 | اللغة الليتوانية                                            |
| العملة                                                    | درام أرميني                | ليتاس ليتواني، يورو                                         |
| الناتج المحلي الإجمالي (بليون دولار)                      | 11.54 مليار                | 47.17 مليار                                                 |
| الناتج المحلي الإجمالي (تعادل القوة الشرائية) بليون دولار | 25.41 مليار                | 84.06 مليار                                                 |
| الناتج المحلي الإجمالي الاسمي للفرد دولار أمريكي          | 3.49 ألف                   | 14.15 ألف                                                   |
| الناتج المحلي الإجمالي للفرد دولار أمريكي                 | 8.07 ألف                   | 27.69 ألف                                                   |
| مؤشر التنمية البشرية                                      | 0.743                      | 0.839                                                       |
| رمز المكالمات الدولي                                      | +374                       | +370                                                        |
| رمز الإنترنت                                              | .am، .հայ ‏                 | .lt                                                         |
| المنطقة الزمنية                                           | ت ع م+04:00، توقيت أرمينيا | ت ع م+02:00، ت ع م+03:00، أوروبا/فيلنيوس ‏، توقيت شرق أوروبا |

## منظمات دولية مشتركة
يشترك البلدان في عضوية مجموعة من المنظمات الدولية، منها:
| علم المنظمة | اسم المنظمة                               | تاريخ انضمام أرمينيا | تاريخ انضمام ليتوانيا |
| ----------- | ----------------------------------------- | -------------------- | --------------------- |
|             | مؤسسة التنمية الدولية                     | 25 أغسطس 1993        | 23 سبتمبر 2011        |
|             | يونسكو                                    | 9 يونيو 1992         | 7 أكتوبر 1991         |
|             | وكالة ضمان الاستثمار متعدد الأطراف        | 5 ديسمبر 1995        | 8 يونيو 1993          |
|             | الأمم المتحدة                             | 2 مارس 1992          | 17 سبتمبر 1991        |
|             | مجلس أوروبا                               | 25 يناير 2001        | ?                     |
|             | الاتحاد البريدي العالمي                   | ?                    | ?                     |
|             | البنك الدولي للإنشاء والتعمير             | 16 سبتمبر 1992       | 6 يوليو 1992          |
|             | الاتحاد الدولي للاتصالات                  | 30 يونيو 1992        | 1 يوليو 1923          |
|             | منظمة حظر الأسلحة الكيميائية              | ?                    | ?                     |
|             | مؤسسة التمويل الدولية                     | 18 أبريل 1995        | 15 يناير 1993         |
|             | المنظمة الأوروبية لسلامة الملاحة الجوية   | 2006                 | 2006                  |
|             | المركز الدولي لتسوية المنازعات الاستشارية | 16 أكتوبر 1992       | 5 أغسطس 1992          |
|             | منظمة التجارة العالمية                    | 5 فبراير 2003        | ?                     |
|             | منظمة الشرطة الجنائية الدولية             | ?                    | ?                     |
|             | منظمة الأمن والتعاون في أوروبا            | 30 يناير 1992        | 10 سبتمبر 1991        |

## وصلات خارجية
- موقع وزارة الخارجية الأرمينية
- موقع وزارة الخارجية الليتوانية